# Геярх
Левонарх (вірм. Լեւոնարխ), Гейарх (азерб. Göyarx) — село в Нагірному Карабасі, де-факто в Мартакертському районі Нагірно-Карабаської Республіки. Село розташоване на північ від Мартакерта та є нежилим, оскільки позиції Армії Оборони Нагірно-Карабаської Республіки та Національної армії Азербайджану проходять у безпосередній близькості від села. Час від часу Азербайджан організовує диверсії на цьому напрямку.